# Truta-brasileira
A truta-brasileira (Crenicichla lacustris) é um peixe teleósteo, perciforme, da família dos ciclídeos, fluvial, encontrado nas regiões Norte, Sudeste, Leste e Sul do Brasil e no Uruguai. É um peixe carnívoro, alimentando-se de pequenos peixes, camarões, insetos e outros invertebrados. A espécie chega a medir até 40 centímetros de comprimento e pesar pouco mais de um quilo, possui um corpo alongado, com coloração pardo-acinzentado com manchas, estrias escuras e um ocelo na parte superior do pedúnculo caudal, é muito utilizado em aquários como peixe ornamental. Também é conhecida pelos nomes de Jacundá, Iacundá, cabeça-amarga, joana, joaninha-guenza, maria-guenza, michola e mixorne.
Apesar do nome, a truta-brasileira não é um salmonídeo.